# Batalla de Spion Kop

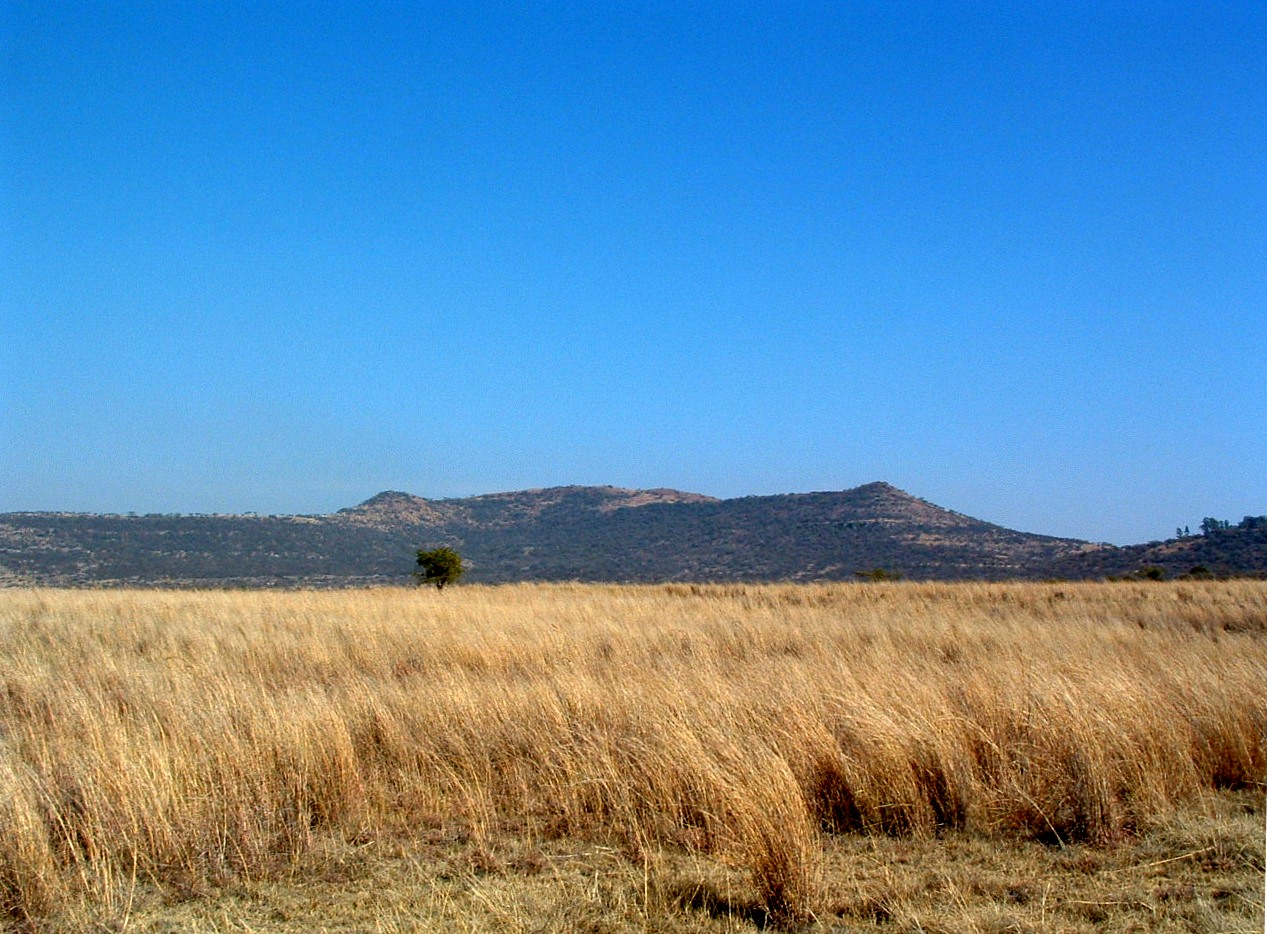
Spion Kop.

La batalla de Spion Kop (del neerlandés Spion (espía) Kop (colina), llamada en afrikáans: Slag van Spioenkop) tuvo lugar a unos 38 km (21 millas) al oeste-suroeste de Ladysmith en la cima de Spioenkop a lo largo del río Tugela en Natal, Sudáfrica. La batalla tuvo lugar entre las fuerzas bóeres y británicas del 23 al 24 de enero de 1900 como parte de la Segunda Guerra Anglo-Bóer y su resultado fue una victoria bóer.

## La batalla
El general sir Redvers Buller, condecorado con la Cruz de la Victoria y comandante de las fuerzas británicas en Natal, quedó a la vez eclipsado por el teniente general Louis Botha y por el destino de Ladysmith indeciso. Buller le dio el control de sus fuerzas principales al general sir Charles Warren, quien decidió atacar a los bóeres a lo largo de dos frentes. Warren tuvo bajo su mando 11 000 infantes, 2200 caballos y 36 piezas de artillería. Después de diez días de viaje y preparación para alcanzar el Trichardt's Drift en el río Tugela, la batalla por Spion Kop comenzó. Spion Kop, la colina más grande de la región, de unos 430 metros (1,400 pies), fue ocupada por los bóeres, quienes estaban armados con los rifles alemanes Mauser.

## Elkop
La colina Spion Kop formó un baluarte principal de la línea defensiva de los bóeres que bloqueó el avance de Buller a Ladysmith, donde aproximadamente 13 000 soldados británicos fueron sitiados. El kop estaba a solamente 18 km (10 millas) de Ladysmith y su posesión podía permitir a la artillería británica dominar el área circundante. Spion Kop fue, por lo tanto, vista como la «llave a Ladysmith». Los bóeres situaron sus posiciones defensivas no en la cima de las colinas sino en la cuesta posterior, fuera de la vista de las fuerzas enemigas, una táctica desconocida por la ortodoxia militar británica. Esta táctica permitió que los bóeres observaran las fuerzas británicas mientras que mantenían ocultos el número y disposición de sus propias fuerzas.

## El asalto británico
Durante la noche del 23 de enero, Warren envió una fuerza bajo el mando del mayor general Edward Woodgate para asegurar Spion Kop. El teniente coronel Alexander Thorneycroft fue seleccionado para encabezar el asalto inicial. 
Los británicos subieron la colina por la noche y en medio de una densa niebla. Sorprendieron al grupo bóer más pequeño de alrededor de 100 hombres y los ahuyentaron del kop a punta de bayoneta. Un pequeño número de zapadores británicos comenzó a atrincherar la posición (mientras casi 1000 soldados permanecían de pie alrededor ociosos) y el mayor general Woodgate comunicaba al general Warren del éxito de la toma de la cima, pero el buen ánimo solo duró hasta que la niebla se disipó.
Con el alba del nuevo día, los británicos descubrieron que ellos tenían la parte más pequeña e inferior de la cima de Spion Kop, mientras los bóeres ocuparon la tierra más alta en tres lados de la posición británica. Para peor, las trincheras británicas eran totalmente inadecuadas. Los británicos no tenían ningún conocimiento directo de la topografía de la cumbre y la oscuridad y la niebla habían acumulado los problemas. Como máximo las trincheras tenían 40 cm de hondo y proporcionaron una posición defensiva excepcionalmente pobre —la infantería británica en las trincheras no podía ver más allá de la cima de la meseta y los bóeres podían disparar hacia abajo a lo largo de la zanja en forma de media luna desde los picos adyacentes—.
Los generales bóeres no estuvieron excesivamente preocupados por las noticias de que los británicos habían tomado el kop. Sabían que con su artillería en Tabanyama se podía cargar sobre la posición británica y que el fuego de los rifles alcanzaba también a las partes del kop todavía no ocupadas por los británicos. Sin embargo, los generales bóeres también sabían que los disparos y la artillería solos no serían suficientes para desalojar a los británicos —y la posición bóer era vulnerable—. Si los británicos establecían inmediatamente posiciones en el pico de Áloe y en la Colina Cónica (dos kojes desocupados en el kop mismo) podrían traer su artillería atacar Tabanyama, amenazando las posiciones claves de los bóeres. Lo que es más importante, había un riesgo de que los británicos asaltaran los Picos Gemelos (Drielingkoppe) al final de Spion Kop. Y si los Picos Gemelos caían, los británicos serían capaces de rodear el flanco izquierdo de los bóeres y aniquilar el campamento principal bóer. Los generales bóeres se dieron cuenta de que Spion Kop tendría que ser asaltado y pronto para evitar el desastre.
Los bóeres comenzaron a bombardear la posición británica, cañoneando desde la meseta adyacente de Tabanyama a un promedio de 10 asaltos por minuto. Mientras tanto, el comandante Henrik Prinsloo del Comando Carolina se alzó con el desafío de tomar el pico Áloe (Aloe Knoll) y la Colina Cónica (Conical Hill) con 88 hombres, mientras que alrededor de 300 burgueses, principalmente del Comando de Pretoria, subieron el kop para lanzar un asalto frontal a la posición británica. Los rifles británicos (Lee-Enfield y Lee-Metford) no eran menos mortales que los Mausers bóeres, por lo que el asalto frontal terminó en un rechazo sangriento.
Una especie de estancamiento se posó ahora sobre el kop. Los bóeres habían fracasado en desalojar a los británicos del kop pero los sobrevivientes de los Comandos Carolina y Pretoria ahora tenían una línea de fuego en el pico Áloe desde donde podían disparar sobre la posición británica, además los británicos estaban ahora bajo el bombardeo sostenido de la artillería bóer. Los británicos habían dejado sin explotar su éxito inicial y la iniciativa ahora pasaba a los bóeres.
La moral comenzó a ceder en ambos lados cuando el calor extremo, el agotamiento y la sed empezaron a pesar. Por un lado los bóeres en el kop podrían ver una gran cantidad de burgueses debajo en las llanuras que rehusaban unirse a la lucha. El sentido de la traición, el fracaso sangriento del asalto frontal, la indisciplina inherente en un ejército civil y la seguridad aparente de la posición británica demostraba demasiado para algunos. Comenzaron a abandonar sus posiciones ganadas con esfuerzo. Por otra parte el bombardeo comenzó a cobrar su tributo entre los británicos. El mayor general Woodgate cayó mortalmente herido. Tres oficiales británicos mayores cayeron en rápida sucesión. Los oficiales y hombres de diferentes unidades fueron entremezclados, y los británicos estaban ahora sin líderes, aturdidos e inmovilizados.
A media mañana la pregunta para ambos lados era: ¿podrían los oficiales reunir las tropas y prevenir una rendición al por mayor? El coronel Malby Crofton se hizo cargo y pidió refuerzos. Warren había enviado ya dos batallones regulares adicionales y la Infantería Ligera Imperial estaba en su camino hasta la zona de fuego. Warren se negó a lanzar un ataque sobre Tabanyama y prohibió hacer fuego sobre la cima Áloe, creyendo que eran parte de la posición británica. Thornycroft sustituyó ahora a Crofton como comandante en el kop.
Winston Churchill era periodista destinado en Sudáfrica y fue comisionado como oficial con el rango de teniente en la Infantería Ligera de Sudáfrica por el general Buller durante la Guerra Bóer después de su fuga de prisión de prisionero de guerra. Churchill actuó como mensajero de y a Spion Kop y el centro de operaciones del general Buller e hizo una declaración sobre la escena que vio: «los cadáveres están aquí y allá. Muchas de las heridas eran de una naturaleza horrible. Las astillas y los fragmentos de los proyectiles los habían rasgado y habían mutilado. Las poco profundas trincheras se ahogaron de muertos y heridos».
En este punto la situación demostró ser demasiado para los Fusileros de Lancashire, que intentaron rendirse a los bóeres. Thornycroft intervino personalmente y ordenó a sus hombres la retirada. Se sucedieron algunas escaramuzas, pero la línea británica había sido salvada. En este punto crucial, los refuerzos llegaron, atacados y tomaron los Picos Gemelos.

## Las secuelas

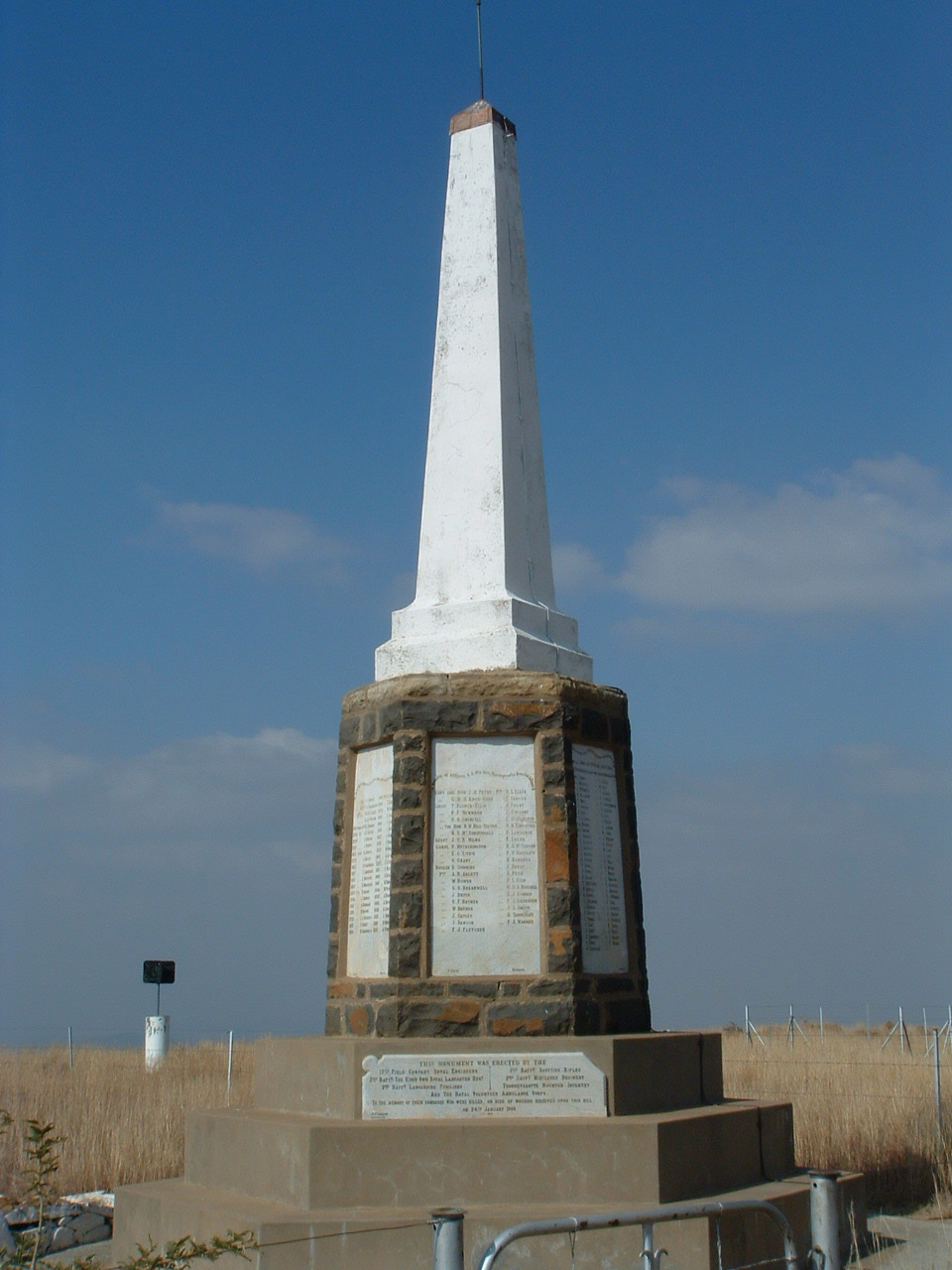
Monumento conmemorativo británico en Spion kop.

Los bóeres quedaron destrozados por la pérdida de los Picos Gemelos y abandonaron el kop cuando cayó la oscuridad . Sin saberlo Thornycroft, la batalla estaba ganada, pero sus nervios también quedaron destrozados. Después de dieciséis horas en el kop haciendo el trabajo de un general de brigada, ordenó una retirada después de reportar que los soldados no tenían agua y estaban cortos de municiones. Es difícil criticar a Thornycroft por este error. Warren no hizo nada para intervenir y es quien debe cargar sobre sus hombros la culpa por arrebatar un desastroso fracaso de las fauces de una victoria segura.
Cuando la mañana llegó, los generales bóeres quedaron sorprendidos al ver dos burgueses en la cumbre de Spion Kop, agitando sus sombreros desgarbados en señal de triunfo. Los únicos británicos en el kop eran los muertos y los moribundos.
Los británicos sufrieron 243 bajas durante la batalla, muchas de los cuales fueron sepultadas en las mismas trincheras en que cayeron. Aproximadamente 1250 británicos fueron o heridos o capturados. Los bóeres sufrieron 335 víctimas graves de las cuales 68 murieron. El comando del comandante Prinsloo sufrió la pérdida de 55 de sus 88 hombres.
Los británicos se retiraron tras el Tugela, pero los bóeres estaban demasiado debilitados para perseguirlos con éxito. De alguna manera, Buller logró reunir sus tropas. La moral de los británicos fue milagrosamente restaurada. Ladysmith sería tomada por los británicos otro día.

## Nota acerca del nombre
Aunque el nombre común inglés para la batalla sea Spion Kop en todas partes de la Comunidad Británica de Naciones y su literatura histórica, el nombre oficial en afrikáans e inglés para la batalla es Spioenkop —spioen significa "espía" o "puesto de vigilancia", y kop significa "colina" o "saliente"—, que es de uso común en Sudáfrica y es la ortografía inglesa correcta del nombre tomado del afrikáans.
Otra variante que a veces se encuentra es la combinación Spionkop, que proviene del neerlandés en lugar del afrikáans —spion (y no spioen) es la palabra neerlandesa para "espía"—. Hasta la década de 1920, el neerlandés era todavía el idioma oficial de los bóeres, sobre todo en su escritura.

## Misceláneas
- El Kop Stand en el estadio del equipo inglés de Liverpool es llamado así en honor a la batalla. El ala este del estadio Hillsborough del Sheffield Wednesday's, construido en una colina, es también llamado "Spion Kop".
- Una tribuna en el antiguo campo del Wigan Rugby League Football Club, Central Park, también fue llamada 'Spion Kop'.
- El pueblo de Spion Kop, Nottinghamshire, cercano a Mansfield, Nottinghamshire fue llamado así en honor a la batalla.
- En forma similar, en lugares como Australia existen numerosas colinas que llevan el nombre "Spion Kop", presumiblemente debido a la semejanza con el lugar de la batalla a los ojos de los excombatientes.
- Mohandas Karamchand Gandhi fue camillero británico en la batalla.